# ابن أبي العز
ابن أبي العز (731 - 792 هـ) صَدرُ الدين أبو الحسن علي بن علاء الدين علي بن شمس الدين أبي عبد الله محمد بن شرف الدين أبي البركات محمد بن عز الدين أبي العز صالح بن أبي العز بن وهيب بن عطاء الأذرعي أصلاً الدمشقي موطناً المعروف بن أبي العز؛ الحنفي مذهبًا، السلفي الأثري عقيدة وعملاً.

## سيرته
ولد في 12 ذي الحجة 731 هـ/ 1331 م، ونشأ في دمشق في كنف أسرة جميعُ أفرادها كانوا ينتحلون مذهب أبي حنيفة، ومعظمهم قد تولى القضاء في الشام. كان من تلاميذ ابن كثير تلميذ ابن تيمية. عُيَّن قاضيًا في مسقط رأسه دمشق، وتسلم فيما بعد منصب قاض في مصر قبل أن يعود إلى دمشق. يذكر السخاوي أن معلمه ابن عديري من تلاميذ ابن أبي العز.
خلال فترة ولايته الأخيرة قاضياً في دمشق، تعرض ابن أبي العز لمحنة بسبب آرائه في علو الله، ونقده لقصيدة ابن أيبك، التي اعتبر محتوياتها كفرًا، فجرد بسبب ذلك من جميع وظائفه، وحبس مدة أربعة أشهر، وعُزر، وحملوه على التراجع عن تلك الاعتراضات، وقد بقي ابن أبي العز بعد هذه المحنة ملازمًا لبيته إلى سنة 791 هـ، ففي ربيع الأول من هذه السنة تقدم إلى الأمير سيف الدين يَلبغا بن عبد الله الناصري الأتابكي أحد كبار الأمراء بطلب وظائفه وأن يُرد إليه اعتباره، فرسم هذا الأمير بردها، وعاد إلى وظائفه، فخطب بجامع الأفرم، ودرَّس بالجوهرية. وبقي في منصبه حتى وفاته في ذي القعدة من سنة 792 هـ/ 1390 م ودفن في دمشق بسفح جبل قاسيون.

## مذهبه
نشأ في كنف أسرة جميعُ أفرادها كانوا ينتحلون مذهب أبي حنيفة، ومعظمهم قد تولى القضاء، وقد درس هذا المذهب على أبيه دراسة متقنة أهلته لتولي القضاء بدمشق، ولكنه تخلص من رقة التقليد، ويرجح ما استبان له الدليل.

## مؤلفاته
- شرح العقيدة الطحاوية.
- التنبيه على مـشكلات الهداية. ذكره السخاوي وغيره.
- رسالة تتضمن الإجابة على مسائل فقهية منها:
  - صحة الاقتداء بالمخالف.
  - حكم الأربع بعد أداء الجمعة.
- النور اللامع في ما يعمل به في الجامع. أي الجامع الأموي بدمشق.
- الاتباع. وهو رد على الرسالة التي ألفها معاصره أكمل الدين محمد بن محمود بن أحمد الحنفي المتوفى سنة 786 هـ، ورجح فيها تقليد مذهب أبي حنيفة، وحض على ذلك، وقد وجد فيها ابن أبي العز مواضع مشكلة، فأحب أن ينبه عليها خوفاً من التفرّق.
- الأُرجُوزَةُ المِئِيّةُ فيِ ذِكْرِ حَالِ أَشرَفِ البَرِيَّةِ صَلَّى الله عليّه وَسَلَّم.